# Spielvereinigung Greuther Fürth 1996-1997
Questa voce raccoglie le informazioni riguardanti la Spielvereinigung Greuther Fürth nelle competizioni ufficiali della stagione 1996-1997.

## Stagione
Nella stagione 1996-1997 il Greuther Fürth, allenato da Armin Veh, concluse il campionato di Regionalliga sud al 2º posto. In Coppa di Germania il Greuther Fürth fu eliminato agli ottavi dal Karlsruhe.

## Rosa
| N. |                     | Ruolo | Calciatore        |
| -- | ------------------- | ----- | ----------------- |
| 1  | Germania (bandiera) | P     | Andreas Menger    |
| 1  | Germania (bandiera) | P     | Günther Reichold  |
| 2  | Germania (bandiera) | D     | Dieter Probst     |
| 3  | Germania (bandiera) | D     | János Radoki      |
| 5  | Germania (bandiera) | C     | Markus Lotter     |
| 8  | Germania (bandiera) | C     | Jochen Weigl      |
| 9  | Germania (bandiera) | A     | Frank Türr        |
| 14 | Germania (bandiera) | D     | Domenico Sbordone |
| 17 | Germania (bandiera) | C     | Thomas Motzke     |
| 21 | Germania (bandiera) | D     | Thomas Richter    |
|    | Germania (bandiera) | D     | Michael Hecht     |

| N. |                                 | Ruolo | Calciatore        |
| -- | ------------------------------- | ----- | ----------------- |
|    | Bosnia ed Erzegovina (bandiera) | D     | Muhamed Preljević |
|    | Germania (bandiera)             | D     | Rainer Zietsch    |
|    | Ghana (bandiera)                | C     | Godfried Aduobe   |
|    | Germania (bandiera)             | C     | Bernd Müller      |
|    | Croazia (bandiera)              | C     | Almin Osmanagic   |
|    | Germania (bandiera)             | C     | Matthias Plößner  |
|    | Germania (bandiera)             | C     | Roland Stein      |
|    | Germania (bandiera)             | A     | Heinrich Dumpert  |
|    | Germania (bandiera)             | A     | Alexander Dürr    |
|    | Germania (bandiera)             | A     | Harald Ebner      |
|    | Bosnia ed Erzegovina (bandiera) | A     | Nikola Juričić    |

## Organigramma societario
Area tecnica
- Allenatore: Armin Veh
- Allenatore in seconda:
- Preparatore dei portieri:
- Preparatori atletici:
- Analisi video:

## Calciomercato

### Sessione estiva
| Acquisti | Acquisti          | Acquisti              | Acquisti |
| R.       | Nome              | da                    | Modalità |
| -------- | ----------------- | --------------------- | -------- |
| C        | Godfried Aduobe   | Young Boys            |          |
| A        | Alexander Dürr    | Kickers Stoccarda     |          |
| A        | Harald Ebner      | Vestenbergsgreuth     |          |
| D        | Michael Hecht     | Dinamo Dresda         |          |
| A        | Nikola Juričić    | Dubrovnik             |          |
| C        | Thomas Motzke     | Augusta               |          |
| C        | Almin Osmanagic   | Osijek                |          |
| D        | Muhamed Preljević | Hertha Zehlendorf     |          |
| D        | János Radoki      | Vestenbergsgreuth     |          |
| P        | Günther Reichold  | Vestenbergsgreuth     |          |
| D        | Thomas Richter    | Vestenbergsgreuth     |          |
| D        | Domenico Sbordone | Eintracht Francoforte |          |
| D        | Frank Schmidt     | Vestenbergsgreuth     |          |
| C        | Roland Stein      | Vestenbergsgreuth     |          |
| C        | Jochen Weigl      | Vestenbergsgreuth     |          |
| D        | Rainer Zietsch    | Norimberga            |          |

| Cessioni | Cessioni          | Cessioni        | Cessioni |
| R.       | Nome              | a               | Modalità |
| -------- | ----------------- | --------------- | -------- |
| C        | Achim Beierlorzer | SC 04 Schwabach |          |
| C        | Oliver Fuchs      | Quelle Fürth    |          |
| D        | Günter Güttler    | Colonia         |          |
| D        | David Schneider   | Quelle Fürth    |          |

### Sessione invernale
| Acquisti | Acquisti | Acquisti | Acquisti |
| R.       | Nome     | da       | Modalità |
| -------- | -------- | -------- | -------- |

| Cessioni | Cessioni      | Cessioni  | Cessioni |
| R.       | Nome          | a         | Modalità |
| -------- | ------------- | --------- | -------- |
| D        | Frank Schmidt | Wiener SC |          |

## Risultati

### Regionalliga

#### Girone di andata
| 2 agosto 1996, ore 18:30 CEST 1ª giornata | Greuther Fürth | 2 – 0 | Ulma |  |

| 16 agosto 1996, ore 19:00 CEST 2ª giornata | Bayern Monaco II | 2 – 1 | Greuther Fürth |  |

| 24 agosto 1996, ore 14:30 CEST 3ª giornata | Greuther Fürth | 4 – 1 | Neukirchen |  |

| 3 settembre 1996, ore 19:30 CEST 4ª giornata | Darmstadt | 2 – 5 | Greuther Fürth |  |

| 7 settembre 1996, ore 14:30 CEST 5ª giornata | Greuther Fürth | 3 – 0 | Karlsruhe II |  |

| 13 settembre 1996, ore 18:00 CEST 6ª giornata | Ditzingen | 0 – 3 | Greuther Fürth |  |

| 21 settembre 1996, ore 14:30 CEST 7ª giornata | Greuther Fürth | 1 – 0 | Wacker Burghausen |  |

| 28 settembre 1996, ore 14:30 CEST 8ª giornata | Quelle Fürth | 1 – 4 | Greuther Fürth |  |

| 5 ottobre 1996, ore 14:30 CEST 9ª giornata | Greuther Fürth | 3 – 1 | Norimberga |  |

| 12 ottobre 1996, ore 15:00 CEST 10ª giornata | VfR Mannheim | 1 – 3 | Greuther Fürth |  |

| 19 ottobre 1996, ore 14:30 CEST 11ª giornata | Greuther Fürth | 2 – 1 | Borussia Fulda |  |

| 26 ottobre 1996, ore 14:30 CEST 12ª giornata | Egelsbach | 2 – 2 | Greuther Fürth |  |

| 2 novembre 1996, ore 14:00 CET 13ª giornata | Greuther Fürth | 1 – 0 | Augusta |  |

| 9 novembre 1996, ore 14:00 CET 14ª giornata | Reutlingen | 0 – 1 | Greuther Fürth |  |

| 23 novembre 1996, ore 14:30 CET 15ª giornata | Greuther Fürth | 2 – 0 | Ludwigsburg |  |

| 29 novembre 1996, ore 18:30 CET 16ª giornata | Weismain | 1 – 1 | Greuther Fürth |  |

| 8 dicembre 1996, ore 14:00 CET 17ª giornata | Greuther Fürth | 4 – 0 | Hessen Kassel |  |

#### Girone di ritorno
| 22 febbraio 1997, ore 15:00 CET 18ª giornata | Ulma | 2 – 2 | Greuther Fürth |  |

| 1º marzo 1997, ore 14:30 CET 19ª giornata | Greuther Fürth | 5 – 1 | Bayern Monaco II |  |

| 8 marzo 1997, ore 15:00 CET 20ª giornata | Neukirchen | 0 – 3 | Greuther Fürth |  |

| 15 marzo 1997, ore 15:00 CET 21ª giornata | Greuther Fürth | 0 – 0 | Darmstadt |  |

| 22 marzo 1997, ore 14:00 CET 22ª giornata | Karlsruhe II | 0 – 0 | Greuther Fürth |  |

| 29 marzo 1997, ore 14:30 CET 23ª giornata | Greuther Fürth | 5 – 0 | Ditzingen |  |

| 4 aprile 1997, ore 19:00 CEST 24ª giornata | Wacker Burghausen | 5 – 0 | Greuther Fürth |  |

| 13 aprile 1997, ore 15:00 CEST 25ª giornata | Greuther Fürth | 3 – 1 | Quelle Fürth |  |

| 19 aprile 1997, ore 15:00 CEST 26ª giornata | Norimberga | 1 – 0 | Greuther Fürth |  |

| 25 aprile 1997, ore 18:15 CEST 27ª giornata | Greuther Fürth | 4 – 2 | VfR Mannheim |  |

| 4 maggio 1997, ore 18:00 CEST 28ª giornata | Borussia Fulda | 0 – 1 | Greuther Fürth |  |

| 11 maggio 1997, ore 18:00 CEST 29ª giornata | Greuther Fürth | 3 – 0 | Egelsbach |  |

| 17 maggio 1997, ore 15:00 CEST 30ª giornata | Augusta | 0 – 2 | Greuther Fürth |  |

| 24 maggio 1997, ore 14:30 CEST 31ª giornata | Greuther Fürth | 1 – 2 | Reutlingen |  |

| 29 maggio 1997, ore 15:00 CEST 32ª giornata | Ludwigsburg | 1 – 1 | Greuther Fürth |  |

| 1º giugno 1997, ore 15:00 CEST 33ª giornata | Greuther Fürth | 0 – 0 | Weismain |  |

| 7 giugno 1997, ore 15:00 CEST 34ª giornata | Hessen Kassel | 1 – 4 | Greuther Fürth |  |

### Coppa di Germania
| Arbitro: | Dörr |

|            |           |  |
| Lotter 49’ | Marcatori |  |

| Arbitro: | Krug |

|                        |           |                      |
| Lotter 27’ Dumpert 63’ | Marcatori | 50’ (aut.) Preljević |

| Arbitro: | Pohlmann |

|                 |           |                                       |
| Dürr 89’ (rig.) | Marcatori | 2’ Reich 14’ Dundee 65’ (aut.) Probst |

## Statistiche

### Statistiche di squadra
| Competizione      | Punti | In casa | In casa | In casa | In casa | In casa | In casa | In trasferta | In trasferta | In trasferta | In trasferta | In trasferta | In trasferta | Totale | Totale | Totale | Totale | Totale | Totale | DR  |
| Competizione      | Punti | G       | V       | N       | P       | Gf      | Gs      | G            | V            | N            | P            | Gf           | Gs           | G      | V      | N      | P      | Gf     | Gs     | DR  |
| ----------------- | ----- | ------- | ------- | ------- | ------- | ------- | ------- | ------------ | ------------ | ------------ | ------------ | ------------ | ------------ | ------ | ------ | ------ | ------ | ------ | ------ | --- |
| Regionalliga sud  | 76    | 17      | 14      | 2       | 1       | 43      | 9       | 17           | 9            | 5            | 3            | 33           | 19           | 34     | 23     | 7      | 4      | 76     | 28     | +48 |
| Coppa di Germania | -     | 3       | 2       | 0       | 1       | 4       | 4       | 0            | 0            | 0            | 0            | 0            | 0            | 3      | 2      | 0      | 1      | 4      | 4      | 0   |
| Totale            | 76    | 20      | 16      | 2       | 2       | 47      | 13      | 17           | 9            | 5            | 3            | 33           | 19           | 37     | 25     | 7      | 5      | 80     | 32     | +48 |

### Andamento in campionato
| Giornata  | 1 | 2  | 3 | 4 | 5 | 6 | 7 | 8 | 9 | 10 | 11 | 12 | 13 | 14 | 15 | 16 | 17 | 18 | 19 | 20 | 21 | 22 | 23 | 24 | 25 | 26 | 27 | 28 | 29 | 30 | 31 | 32 | 33 | 34 |
| --------- | - | -- | - | - | - | - | - | - | - | -- | -- | -- | -- | -- | -- | -- | -- | -- | -- | -- | -- | -- | -- | -- | -- | -- | -- | -- | -- | -- | -- | -- | -- | -- |
| Luogo     | C | T  | C | T | C | T | C | T | C | T  | C  | T  | C  | T  | C  | T  | C  | T  | C  | T  | C  | T  | C  | T  | C  | T  | C  | T  | C  | T  | C  | T  | C  | T  |
| Risultato | V | P  | V | V | V | V | V | V | V | V  | V  | N  | V  | V  | V  | N  | V  | N  | V  | V  | N  | N  | V  | P  | V  | P  | V  | V  | V  | V  | P  | N  | N  | V  |
| Posizione | 6 | 11 | 6 | 3 | 3 | 2 | 2 | 2 | 1 | 1  | 1  | 1  | 1  | 1  | 1  | 2  | 2  | 2  | 2  | 2  | 2  | 2  | 2  | 2  | 2  | 2  | 2  | 2  | 2  | 2  | 2  | 2  | 2  | 2  |

Legenda:

Luogo: C = Casa; T = Trasferta. Risultato: V = Vittoria; N = Pareggio; P = Sconfitta.

### Statistiche dei giocatori
| G. Aduobe    | 0 | 0 | 0 | 0 |
| H. Dumpert   | 2 | 1 | 0 | 0 |
| A. Dürr      | 3 | 1 | 0 | 0 |
| H. Ebner     | 2 | 0 | 0 | 0 |
| M. Hecht     | 1 | 0 | 0 | 0 |
| N. Juričić   | 1 | 0 | 0 | 0 |
| M. Lotter    | 3 | 2 | 1 | 0 |
| A. Menger    | 3 | 0 | 0 | 0 |
| T. Motzke    | 2 | 0 | 1 | 0 |
| B. Müller    | 2 | 0 | 1 | 0 |
| A. Osmanagic | 2 | 0 | 0 | 0 |
| M. Plößner   | 0 | 0 | 0 | 0 |
| M. Preljević | 1 | 0 | 0 | 0 |
| D. Probst    | 2 | 0 | 1 | 0 |
| J. Radoki    | 3 | 0 | 1 | 0 |
| G. Reichold  | 0 | 0 | 0 | 0 |
| T. Richter   | 3 | 0 | 2 | 0 |
| D. Sbordone  | 2 | 0 | 0 | 0 |
| F. Schmidt   | 1 | 0 | 0 | 0 |
| R. Stein     | 2 | 0 | 0 | 0 |
| F. Türr      | 3 | 0 | 1 | 0 |
| J. Weigl     | 3 | 0 | 0 | 0 |
| R. Zietsch   | 1 | 0 | 0 | 0 |